# Università del New Hampshire
L'Università del New Hampshire (inglese University of New Hampshire) è un'università pubblica statunitense, facente parte dell'University System of New Hampshire. L'ateneo, il cui campus principale si trova a Durham, è il più grande dello Stato del New Hampshire e conta 15.000 studenti iscritti.
L'Università del New Hampshire ha ottenuto molti premi e riconoscimenti per i suoi risultati accademici.

## Storia

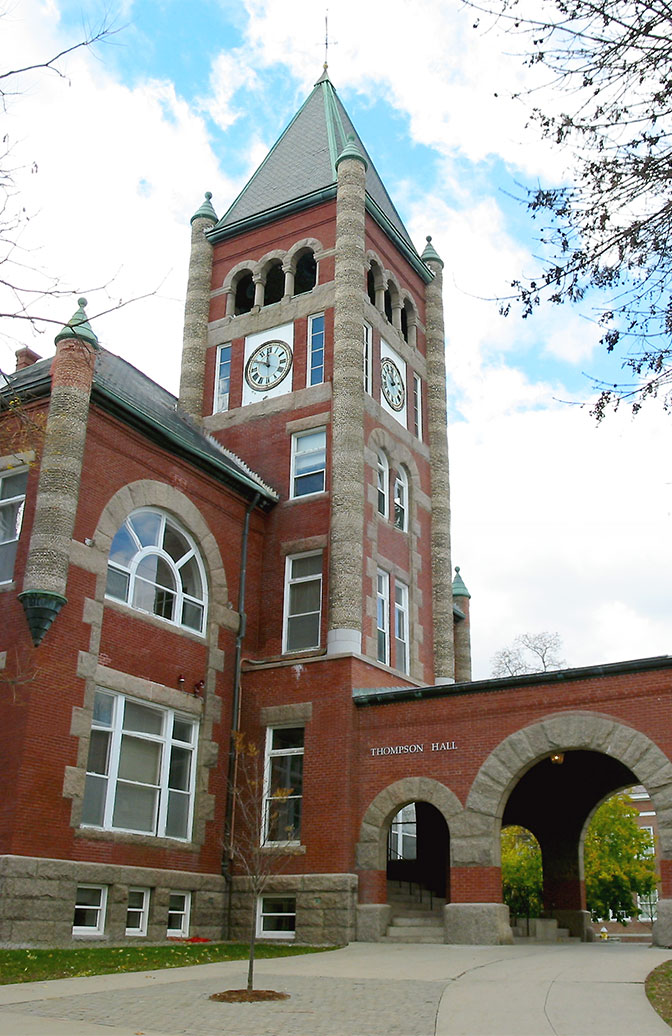
Thompson Hall, costruita nel 1892.

Nel 1866, l'università venne dapprima incorporata come New Hampshire College of Agriculture and the Mechanic Arts ad Hanover (New Hampshire), in associazione con il Dartmouth College.
Un contadino di nome Benjamin Thompson lasciò la sua fattoria e le sue proprietà allo Stato per la fondazione di un istituto agrario. Il 20 gennaio 1890, Benjamin Thompson morì e le sue volontà testamentarie divennero pubbliche. Il 5 marzo 1891, il Governatore Hiram Americus Tuttle firmò un atto con il quale accettava le condizioni testamentarie di Thompson. Il 10 aprile 1891, lo stesso governatore firmò un decreto che autorizzava lo spostamento del college a Durham nel New Hampshire. 
Nel 1892, il Board of Trustees (consiglio di amministratori fiduciari) assegnò a Charles Eliot l'incarico di tracciare il progetto per i primi cinque palazzi del campus: Thompson, Conant, Nesmith, ed Hewitt Shops (ora Halls) e il Dairy Barn. Eliot fece un sopralluogo a Durham e lavorò per tre mesi per allestire il progetto. Le classi di studio del 1892, eccitate per il trasloco in sospeso a Durham, tennero esercitazioni di laurea in un fienile incompiuto nel campus di Durham. Il 18 aprile, 1892, il Board of Trustees votò per "autorizzare la facoltà di fare tutti gli allestimenti per il trasloco della proprietà del college di Hanover a Durham." La classe del 1893 seguì quella precedente e tenne esercitazioni di laurea nell'incompiuta Thompson Hall, la colonna portante del campus in Revival Romanico disegnata dall'importante impresa architettonica Concord di Dow & Randlett.
Nell'autunno del 1893, iniziarono ufficialmente i corsi a Durham con 51 matricole e 13 studenti di altri anni. Anche il corso di laurea fu instaurato per la prima volta nell'autunno del 1893. Il numero di studenti e la mancanza di fondi pubblici per i dormitori causarono una situazione difficile riguardo agli alloggi, e costrinsero gli studenti a trovare alloggi in città. La mancanza di alloggi causò difficoltà per l'attrazione di donne all'università. Nel 1908, nella Smith Hall, fu completato il primo dormitorio femminile usando fondi pubblici e privati. Prima della costruzione della Fairchild Hall nel 1915 per studenti maschi, 50 matricole vivevano nel seminterrato della DeMerritt Hall. Con la persistente mancanza di alloggi per uomini, l'amministrazione esortò la crescita del sistema greco dell'UNH. Dagli ultimi anni del 1910 fino agli anni trenta, il sistema dell'associazione studentesca maschile espanse e fornì vitto e alloggio per studenti maschi.
Nel 1923, il Governatore Fred Herbert Brown firmò un progetto che cambiò il nome del college in "University of New Hampshire" (Università del New Hampshire), malgrado la pressione dagli interessi dell'agricoltura statale che avevano osteggiato una proposta simile nel 1911.

## Corsi
La UNH è composta da sei college e una Graduate School (facoltà universitaria che concede il dottorato), che offre circa 2.000 corsi. La Thompson School di Scienze applicate (TSAS), fu la prima ad essere istituita nel 1895 ed è attualmente una divisione del COLSA (vedi sotto).
I sei college della UNH sono: 
- La facoltà di Ingegneria e Fisica (CEPS: College of Engineering and Physical Sciences)
- La facoltà di Lettere (COLA: College of Liberal Arts)
- La facoltà di Scienze Naturali e Agraria (COLSA: College of Life Sciences and Agriculture)
- L'istituto di Medicina e Servizi Sociali (SHHS: School of Health and Human Services)
- L'istituto Whittemore di Economia (WSBE: Whittemore School of Business and Economics)
- L'Università del New Hampshire in Manchester (UNHM: University of New Hampshire at Manchester).

L'Università è membro del New England Board of Higher Education's New England Regional Student Program (NERSP), cioè del Programma Regionale Studentesco del New England del Collegio del New England d'Istruzione Superiore, dove università e facoltà pubbliche del New England offrono un numero di curricula per studenti universitari con particolare considerazione per studenti di altri stati del New England.

## Attività
L'Università ha circa 100 organizzazioni studentesche raggruppate per diverse tipologie. Una lista completa può essere reperita nel sito SOS website. Di queste organizzazioni ci sono 15 gruppi di studenti universitari che ricevono lo Student Activity Fee fondi per sovvenzionare i servizi che essi offrono; come il Campus Activity Board, l'annuarioThe Granite, SCAN TV, SCOPE, il senato studentesco, The New Hampshire, e il WUNH. UNH è ultimamente classificata diciassettesima come Top Party Schools nella non scientifica Princeton Review.

## Atletica
Le squadre di atletica della scuola sono chiamate le Wildcats, e gareggiano nel NCAA Division I. UNH è un membro dell'America East Conference per il basketball, corsa campestre, corsa ad ostacoli, sci, calcio, nuoto e tuffi e tennis; e per le donne canottaggio, hockey su prato, lacrosse, e pallavolo. Competono anche nel Hockey East sia uomini che donne nell'hockey su ghiaccio, ottimi nell'Atlantic 10 Conference per football nell'Division I-AA.
Il 31 gennaio 2006, il Direttore Atletico Marty Scarano annunciò per l'anno accademico del 2006 l'eliminazione del canottaggio femminile, nuoto e tuffi maschile, tennis maschile e femminile a vari livelli, e diminuì la squadra maschile di sci da 27 a 12 unità. Il motivo di tale decisione prese dal Athletic Department fu per risparmiare $500,000 a fronte di $1,000,000 di debiti, e per rientrare per la prima volta nel Title IX . Nel 1997, l'Università tagliò il baseball, softball, il golf maschile e femminile, e il lacrosse maschile.
I colori ufficiali della scuola sono il blu e il bianco. La mascot ufficiale della squadra è il Gatto selvatico e la sua uniforme è conosciuta come "Wild E. Cat".
L'inno dell'UNH è "On to Victory", la versione più recente fu arrangiata da Tom Keck, Director of Athletic Bands dal 1998-2003. Nel 2003, "UNH Cheer" ritornò dagli archivi dell'Università grazie a Erika Svanoe, ex Director of Athletic Bands. Ultimamente è utilizzato come inno di riserva ed è spesso eseguita subito dopo "On to Victory."

## Attrazioni
- (EN)  Jesse Hepler Lilac Arboretum
- (EN)  Gelateria dell'UNH (gelato preparato e servito da studenti UNH in una rimessa di treni storici)
- (EN) Galleria d'arte dell'UNH, su unh.edu. URL consultato il 19 settembre 2006 (archiviato dall'url originale il 14 maggio 2007).